# Erigorgus moiwanus
Erigorgus moiwanus är en stekelart som först beskrevs av Tohru Uchida 1928.  Erigorgus moiwanus ingår i släktet Erigorgus och familjen brokparasitsteklar. Inga underarter finns listade i Catalogue of Life.